# Petnica (miasto Valjevo)
Petnica (cyr. Петница) – wieś w Serbii, w okręgu kolubarskim, w mieście Valjevo. W 2011 roku liczyła 697 mieszkańców.